# Голич, Сребренка
Сребренка Голич (серб. Сребренка Голић, род. 29 июля 1958, Баня-Лука, СФРЮ) — вице-премьер-министр, министр строительства и экологии Республики Сербской, занявшая этот пост 29 декабря 2010 года. По национальности бошнячка. В связи с избранием главы правительства Жельки Цвиянович президентом Республики Сербской с 15 ноября по 18 декабря 2018 года исполняла обязанности президента правительства Республики Сербской.

## Биография
Сребренка Голич родилась 29 июля 1958 года в Баня-Луке. Там же окончила основную школу, гимназию и юридический факультет. Будучи юристом работала в Скупщине общины Челинац, а затем на предприятиях «Шипад» и «Крајинапромет». Занимала должность секретаря Секретариата Главного комитета Союза независимых социал-демократов, а также главы администрации и советника президента РС. Была выбрана директором общественной организации «Службени гласник Републике Српске».
3 февраля 2015 года Народная скупщина РС утвердила Сребренку Голич и Антона Касиповича в качестве вице-премьеров Правительства.